# Топлинно излъчване
Топлинното излъчване или топлинната радиация е един от начините за предаване на топлина от едно тяло към друго. За разлика от конвекцията и топлопроводността, при излъчването не е необходима материална среда, то се извършва и във вакуум. Чрез излъчване се предава например енергия от слънцето към земята. Тъй като температурата на слънцето е много висока, около 5500 °C, то излъчва и във видимия спектър (т.е. и светлина, виж диаграмата). Тела с температура до около 500 °C излъчват предимно в инфрачервения спектър. В повечето практически случаи (топлинни загуби в сгради, тръбопроводи, промишлени апарати и др.) тези температури не се надвишават, затова обикновено под топлинно лъчение се разбира лъчение в инфрачервения спектър.
Според закона на Стефан-Болцман топлинният поток, излъчван от дадено тяло, е:
{\displaystyle {\dot {Q}}={\frac {\partial Q}{\partial t}}=\varepsilon \,\sigma \,A\,T^{4},}
{\displaystyle {\dot {Q}}}: Топлинен поток, W
{\displaystyle \varepsilon }: Степен на чернота. Стойностите са между 0 (перфектно огледало) und 1 (абсолютно черно тяло).
{\displaystyle \sigma =5{,}67\cdot 10^{-8}~\mathrm {\frac {W}{m^{2}\,K^{4}}} }: Коефициент на излъчване на абсолютно черното тяло (Константа на Стефан-Болцман)
{\displaystyle A}: Площ на тялото, m2
{\displaystyle T}: Абсолютна температура на излъчващото тяло, К
Ако тяло 1 е поставено в друго кухо тяло 2 (напр. апарат поставен в промишлен цех), обмененият топлинен поток между двете тела е:
{\displaystyle {\dot {Q}}=\varepsilon _{1}\sigma A_{1}(T_{1}^{4}-T_{2}^{4}).}

### Интересни факти
- Топлинните загуби на човешкото тяло чрез излъчване са около 100 W.
- За да се намалят топлинните загуби чрез излъчване, се използва отражателен слой („огледало“ или отразяващо фолио, виж. термос, дюаров съд и топлоизолация)

- Излъчване във видимия спектър
- Във видимия спектър стъклата на очилата са прозрачни, а оцветеното полиетиленово фолио - не
- В инфрачервения (топлинния) спектър фолиото е прозрачно, а стъклото а очилата - не